# Сауль Альварес — Геннадий Головкин (2018)
Сауль Альварес против Геннадия Головкина II — боксёрский 12-раундовый поединок-рематч между казахстанским боксёром Геннадием Головкиным и мексиканцем Саулем Альваресом  в среднем весе за титулы чемпиона мира по версиям World Boxing Association Super, International Boxing Organisation и World Boxing Council которыми обладает Геннадий Головкин, а также вакантный титул чемпиона по версии боксёрского журнала The Ring, которым ранее обладал Сауль Альварес. Бой состоялся 15 сентября 2018 года на стадионе Ти-Мобайл Арена (штат Невада, США) и завершился победой мексиканского боксёра решением большинства судей (114—114, 115—113, 115—113).
Этот поединок получил статус — Бой года по версии журнала «Ринг» (2018).
Первый бой между Головкиным и Альваресом состоялся 16 сентября 2017 года на том же стадионе и завершился ничей раздельным решением судьёй (118-110 — в пользу Альвареса, 115-113 —  в пользу Головкина и 114-114 — ничья. После чего боксёры согласились на рематч, который должен был состояться 5 мая 2018 года, но из-за того что Альварес провалил допинг-тест бой был перенесён.

## Предыстория
Два лучших боксёра средней весовой категории Сауль Альварес и Геннадий Головкин провели первый поединок между собой 16 сентября 2017 года на стадионе Ти-Мобайл Арена (штат Невада, США), на кону стояли титулы суперчемпиона по версии WBA, чемпиона мира по версиям — IBO, WBC, IBF, которые принадлежали Геннадию Головкину, и титул чемпиона по версии боксёрского журнала The Ring который принадлежал Альваресу . Поединок продлился 12 раундов и окончился ничьей (118-110 — в пользу Альвареса, 114-114 — ничья, 115-113 —в пользу Головкина).
После окончания поединка боксёры дали согласие на повторный бой. Альварес заявил, что готов биться в мае 2018 года, в то время как Головкин был готов провести реванш в декабре 2017 года. Глава промоутерской организации «Golden Boy Promotions» Эрик Гомес, который представляет Сауля Альвареса, сообщил о начале переговоров по бою-реваншу с Геннадием Головкиным.

## Поединок
Первый раунд был разведкой. Оба боксёра присматривались друг к другу, выбрасывали одиночные удары, джебы, двойные джебы и старались найти свою дистанцию. Судьи отдали предпочтение боксёру из Казахстана. Во втором раунде мексиканец занял центр ринга и начал наступать, вследствие чего Головкину пришлось отступать и двигаться по кругу. Головкин действовал осмотрительно, но всё же перебивал мексиканца, раз за разом.  Во втором бою тактика Canelo кардинально отличалась от первого боя. Третий раунд был похож на предыдущий. Мексиканец наступал, выбрасывал комбинации и старался чередовать атаки в голову и в корпус. Победа во втором и третьем раунде была за мексиканцем. В четвёртом раунде в нескольких эпизодах боксёры обменялись жёсткими джебами, но Геннадий стал меньше уступать, а также стал более активно и точно выбрасывать удары и теперь уже Головкин в одном из эпизодов попал сильным правым апперкотом, что в дальнейшем привело к рассечению возле левого глаза мексиканца. Этот успех отметили судьи в своих записках и отдали победу в четвёртом раунде боксёру из Казахстана. Пятый раунд был похож на второй и третий раунды. Canelo наступал, выбрасывал комбинации и бил по корпусу соперника, GGG же старался работать на дистанции, выбрасывал сильные джебы и сильные одиночные удары, под разными углами. Оба боксёра находились в превосходной форме. На один удар из быстрого наскока Геннадия, Сауль ответил таким же быстрым нырком, Ларри Мерчант прокомментировал, что это mexican style.
Во второй половине боя картина не изменилась, в шестом раунде боксёры также обменивались ударами и также с переменным успехом, в целом раунд был ровный, судьи отдали предпочтение мексиканцу. Седьмой раунд также был насыщенным плотными ударами обоих боксёров, почти весь раунд был более активен был мексиканец, но в концовке Головкин перехватил инициативу и уже он был активнее и точнее, что также отобразилось в судейских записках, один из судей отдал победу мексиканцу, двое других отдали победу боксёру из Казахстана. Восьмой раунд был похож на предыдущий, но более точнее был мексиканец, что также было отмечено судьями в своих записках. В девятом раунде мексиканец заметно устал и уже не выбрасывал столько плотных ударов, чем тут же воспользовался боксёр из Казахстана и начал обрабатывать соперника одиночными плотными ударами и комбинациями, в одном из эпизодов Головкину удалось потрясти Альвареза, правой прямой, после чего мексиканец ушёл в глухую оборону, раунд за Головкиным. В одном из эпизодов после обмена ударами в клинче у Головкина была возможность ударить соперника по затылку, чего Геннадий не сделал, а просто похлопал соперника по спине. Десятый и одиннадцатый раунды прошли в упорной борьбе и удары, которые выбрасывали оба боксёра были по-прежнему хлёсткими и плотными, хотя становились более размашистыми, Головкин был точнее, и победу в этих двух раундах судьи отдали ему. GGG двигался на ногах легче, несмотря на то, что тяжело дышал из-за постоянных ударов Canelo по корпусу на протяжении всего боя.
Перед началом двенадцатого раунда боксёры поприветствовали друг друга и ударили по перчаткам. Оба боксёра начали раунд почти без защиты, затем GGG встретил Canelo хорошим апперкотом, Альварес же попытался ответить, выбросил несколько двоек, но без попаданий, после третьей двойки мексиканец опустился на одного колено (поскользнулся) Геннадий жестом головы также дал понять, что соперник поскользнулся. В одном из клинчей боксёр из Казахстана опасно пошёл вперёд головой, что происходило уже ранее, мексиканец остановился, Головкин извинился и боксёры ударили по перчаткам. После небольшой паузы боксёры в оставшиеся две минуты начали боксировать открыто, несколько сильных ударов попал Сауль, затем несколько сильных ударов попал Геннадий, затем снова попал Сауль и закончился бой апперкотом Геннадия вместе с гонгом. Боксёры обнялись и с поднятыми руками пошли приветствовать зрителей. Перед оглашением результата Joe A. Martinez поприветствовал зрителей двух воинов. Счёт судей 114-114, 115-113, 115-113 - победил Сауль Альварес.

## Андеркарт

### PPV-бои
| Боксёр                       | Итог боя         | Боксёр                            | Примечания |
| ---------------------------- | ---------------- | --------------------------------- | --- |
| Сауль Альварес (49-1-2)      | MD (12)          | Геннадий Головкин (38-0-1, 34 KO) | Бой за титулы суперчемпиона по версии WBA (20-я защита Головкина), чемпиона по версиям WBC (5-я защита Головкина), IBO (18-я защита Головкина) и The Ring. Счёт: 115-113, 114-114, 115-113. |
| Роман Гонсалес (46-2, 38 КО) | TKO 5 (10), 1:44 | Мойзес Фуэнтес(25-5-1, 14 КО)     | |
| Хайме Мунгия (30-0, 25 КО)   | TKO 3 (12), 1:03 | Брэндон Кук (20-1, 13 КО)         | Бой за титул чемпиона мира в 1-м среднем весе по версии WBO (2-я защита Мунгия). |
| Давид Лемьё (39-4)           | TKO 1 (12), 2:44 | Гэри О'Салливан (28-2)            | Элиминатор по версии WBA в среднем весе. |

### Предварительный андеркарт
| Боксёр                       | Итог боя   | Боксёр                        | Примечания                 |
| ---------------------------- | ---------- | ----------------------------- | -------------------------- |
| Верджил Ортис-младший (10-0) | TKO 2 (10) | Роберто Ортис (35-3-2)        |                            |
| Алексис Роча (11-0)          | UD (8)     | Карлос Ортис Сервантес (11-2) | Счёт: 79-73, 80-72, 80-72. |
| Джаба Хоситашвили (3-0)      | UD (6)     | Лоуренс Кинг (4-0)            | Счёт: 58-56, 58-56, 58-56. |
| Брайан Себальо (4-0)         | TKO 2 (6)  | Дэвид Томас (6-3-1)           |                            |

#### Гонорары
| Боксёр          | Гонорар |
| --------------- | ------- |
| Гэри О'Салливан | 400 000 |
| Хайме Мунгия    | 250 000 |
| Роман Гонсалес  | 200 000 |
| Давид Лемьё     | 200 000 |
| Мойзес Фуэнтес  | 35 000  |
| Брэндон Кук     | 30 000  |